# Петровская акватория
Петро́вская аквато́рия — исторический музей-макет в Санкт-Петербурге. Макет содержит наиболее значимые постройки на берегах Невы и Финского залива, возведённые в XVIII веке. Особенностью музея является воссоздание акватории Невы и Финского залива с использованием настоящей воды. Выполнен в масштабе 1:87.
Расположен на пересечении улицы Малой Морской и Кирпичного переулка, в торгово-развлекательном комплексе «Адмирал».

## История
Идея создания интерактивного музея-макета принадлежит петербуржцам Александру Рубину и Игорю Равичу, совладельцам деревообрабатывающей компании «Арт-дек Арт». Реализация проект велась за счет средств холдинга «ПетроМир». Макет изготавливался в течение полутора лет, в работе приняло участие около 200 специалистов, среди которых архитекторы, художники, инженеры, реставраторы, макетчики, историки, краеведы, театральные декораторы, искусствоведы.

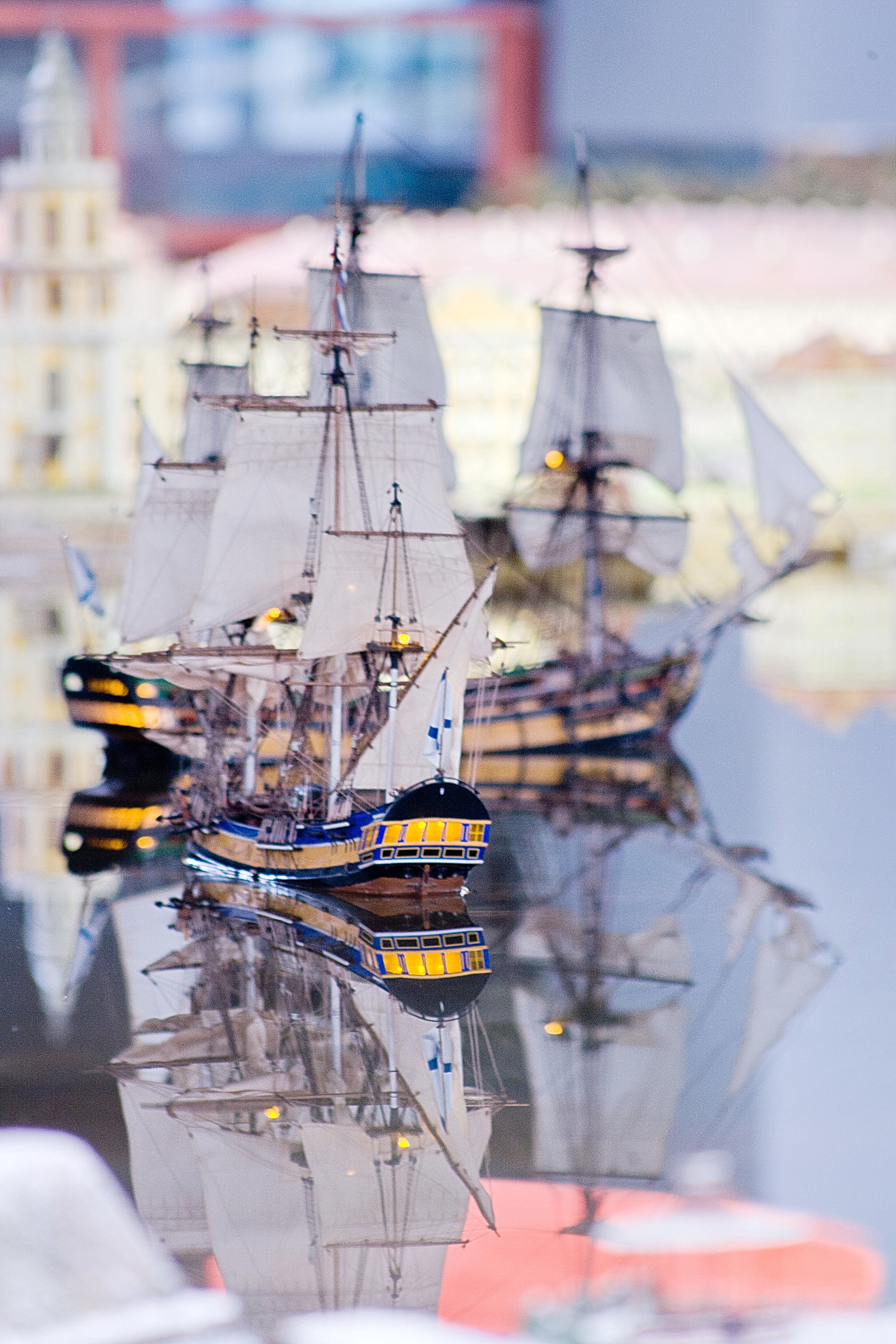
Один из движущихся по воде макетов кораблей в музее «Петровская акватория»

Основой для реконструкции в миниатюре послужили исторические документы, воспоминания современников XVIII века, картины и гравюры, сохранившиеся чертежи, планы, описания мест и событий. Руководителем проекта выступил заслуженный художник России Григорий Михайлов.
Макет рекомендован Комитетом по развитию туризма в Петербурге к включению в городские туристические маршруты.
Открытие музея состоялось 4 сентября 2014 года.
В декабре 2014 года музей «Петровская акватория» вошёл в состав Союза музеев России и ИКОМ.

## Экспозиция
Музей представляет собой реконструкцию наиболее значимых достопримечательностей Петербурга и его пригородов, связанных с историей градостроения и создания российского флота в период с 1703 года до 1760-х годов, и отражает повседневную жизнь петербуржцев той эпохи. Особенность музея — водное пространство, имитирующее акваторию Невы и Финского залива, где ходят корабли эпохи Петра I.
Акватория объединяет части макета: Адмиралтейство, Петропавловскую крепость, Васильевский остров, Новую Голландию и знаменитые пригороды Северной столицы — Петергоф, Кронштадт и Ораниенбаум с ныне утраченной крепостью Петерштадт — в том виде, в каком они выглядели в первой половине XVIII века. Четыре времени года — зима, осень, весна, лето — последовательно сменяют друг друга, что позволяет продемонстрировать миниатюрный город в полной красе.
Помимо архитектурных объектов и ландшафтов, на макете воспроизведена жизнь горожан прошлой эпохи. Миниатюры отображают и жанровые сценки, и реальные исторические события, например, строительство кораблей на Адмиралтейской верфи, празднование Ништадтского мира, приём во дворце А. Д. Меншикова с участием Петра Первого и др.

### Технические особенности макета

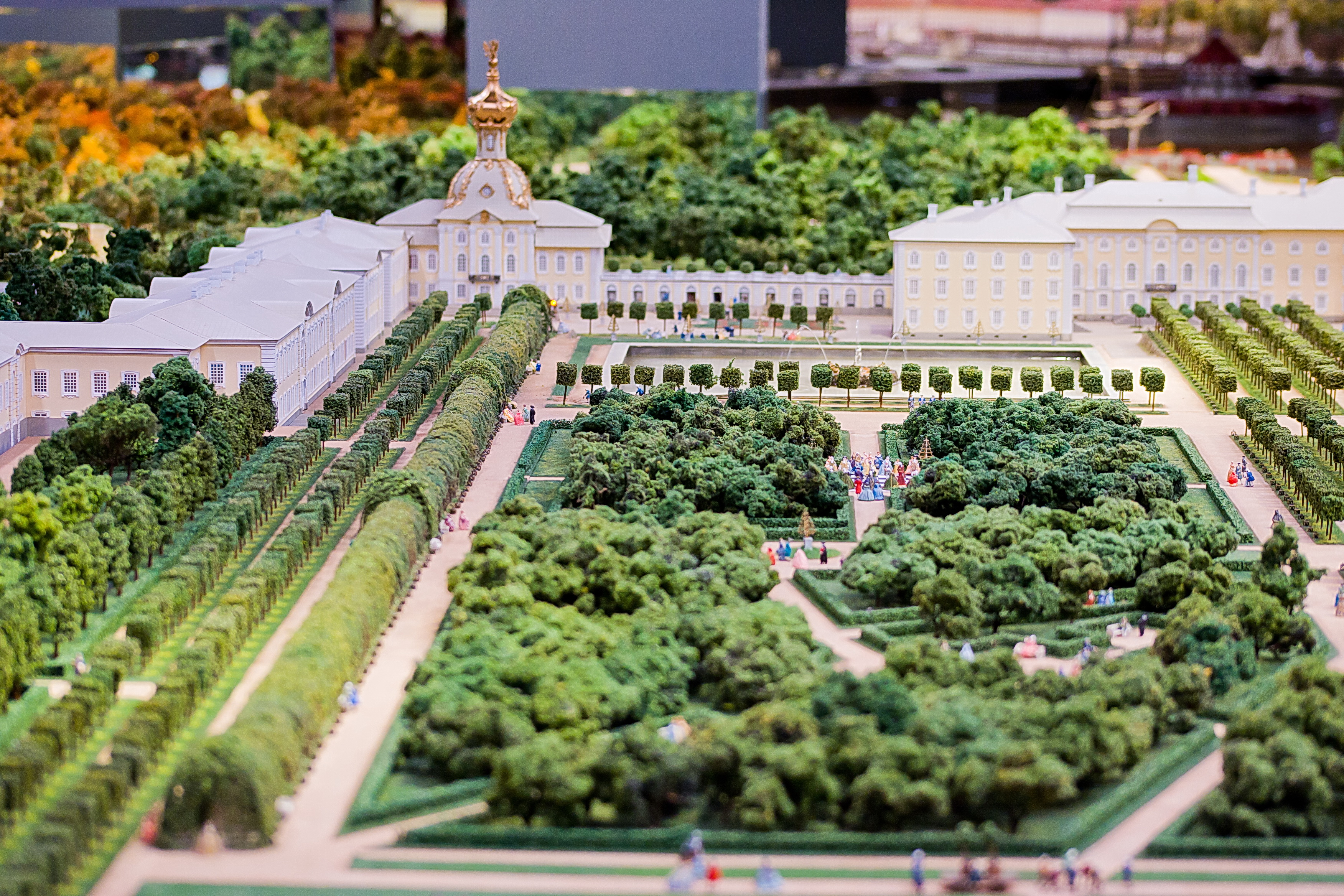
Фрагмент экспозиции музея-макета «Петровская акватория»: миниатюрный Петергоф

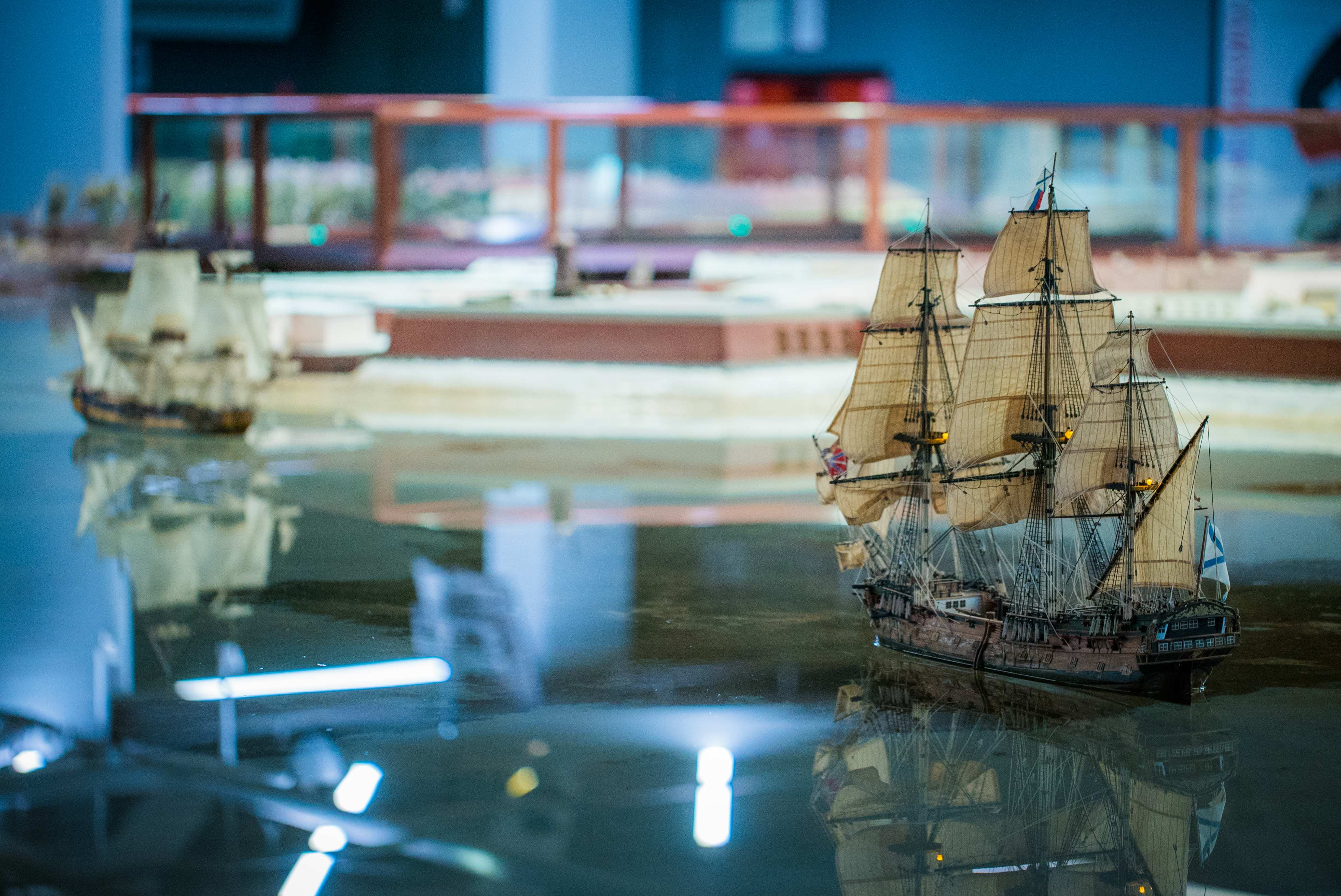
20 т воды использовано, чтобы воссоздать акваторию Невы и Финского залива

Масштаб макета — 1:87, площадь макета — 500 м², на макете — более 1000 зданий, 305 метров дорог, 1000 транспортных средств, в том числе движущихся карет, 20 тонн воды, более 100 кораблей, 25 000 персонажей, 20 000 светодиодов. Размер самой маленькой фигурки на макете — 3 мм. Каждая карета в день проезжает около 2 км, а каждый корабль проходит около 1,5 км.
На макете представлены четыре времени года. Смена дня и ночи за день работы музея происходит 36 раз. На парусниках нет двигателей, они перемещаются автоматически без вмешательства человека. В качестве тяги используется система электромагнитов, управляемых компьютером. Электромагнитный привод используется и для приведения в движение карет: на поворотной оси каждой кареты установлен магнит, а направление движения задаёт металлическая струна, вмонтированная в дорогу. Фонтаны на макете работают с использованием настоящей воды и имитируют фонтаны Петергофа. Для всей системы используется один общий насос, который создаёт давление воды в системе трубок, и оно регулируется автоматически.

## Награды
- Видеоролик «Петровская акватория, Санкт-Петербург» стал финалистом V Всероссийского туристского фестиваля-конкурса видео, фото и анимации «Диво России».
- Сотрудники удостоены благодарностей и. о. губернатора Санкт-Петербурга Г. С. Полтавченко, губернатора А. Д. Беглова, председателя комитета по образованию, председателя комитета по труду и занятности населения, председателя комитета по развитию туризма, председателя комитета по культуре и др.
- Директора музея Ольга Масленникова одержала победу на всероссийском конкурсе профессионального мастерства работников сферы дополнительного образования детей «Сердце отдаю детям» в 2019 году в номинации «наставничество».